# Funzione K
In matematica, la funzione K è una funzione speciale che costituisce una estensione a un dominio complesso della successione di interi chiamata iperfattoriale da Neil Sloane e Simon Plouffe, così come la funzione Gamma è una estensione complessa della successione dei fattoriali.
La funzione {\displaystyle K} si può definire come
{\displaystyle K(z):=(2\pi )^{\frac {-z+1}{2}}\exp \left[{\begin{pmatrix}z\\2\end{pmatrix}}+\int _{0}^{z-1}dt\,\ln(t!)\right].}
essa si può anche esprimere in forma chiusa come:
{\displaystyle K(z)=\exp \left[\zeta ^{\prime }(-1,z)-\zeta ^{\prime }(-1)\right]}
mediante derivate della funzione zeta di Riemann {\displaystyle \zeta '(z)} e della funzione zeta di Hurwitz {\displaystyle \zeta (a,z)}; qui si intende precisamente che sia 
{\displaystyle \zeta ^{\prime }(a,z)\equiv \left[{\frac {d\zeta (s,z)}{ds}}\right]_{s=a}.}
La funzione {\displaystyle K} è collegata strettamente alla funzione Gamma e alla funzione G di Barnes; per argomenti {\displaystyle n} interi naturali si ha 
{\displaystyle K(n)={\frac {(\Gamma (n))^{n-1}}{G(n)}}.}
Più concretamente possiamo scrivere 
{\displaystyle K(n)=1^{1}\,2^{2}\,3^{3}\cdots (n-1)^{n-1}.}
La successione di questi valori, cioè la successione degli iperfattoriali, costituisce la sequenza A002109 della On-Line Encyclopedia of Integer Sequences. I valori di questa successione relativi a {\displaystyle n=0,1,\ldots ,10} sono
1,  1,  4,  108,  27648,  86400000,  4031078400000,  3319766398771200000,
55696437941726556979200000,   21577941222941856209168026828800000,
215779412229418562091680268288000000000000000
Benoit Cloitre nel 2003 ha dimostrato che 
{\displaystyle {\frac {1}{K(n)}}=(-1)^{n}{\mbox{det}}{\begin{vmatrix}-1&-1&-1&\cdots &-1\\{1 \over 2}&{1 \over 4}&{1 \over 8}&\cdots &{1 \over 2^{n}}\\-{1 \over 3}&-{1 \over 9}&-{1 \over 27}&\cdots &-{1 \over 3^{n}}\\\vdots &\vdots &\vdots &\ddots &\vdots \\{(-1)^{n} \over n}&{(-1)^{n} \over n^{2}}&{(-1)^{n} \over n^{3}}&\cdots &{(-1)^{n} \over n^{n}}\\\end{vmatrix}}}